# Lisl Goldarbeiter
Lisl Goldarbeiter, en fait Liesl-Elisabeth (née le 23 mars 1909 à Vienne et morte le 14 décembre 1997), est un modèle autrichien. Elle posait comme modèle pour photos. En 1929, elle fut élue Miss Univers et reste jusqu'à maintenant la seule Autrichienne dans l'histoire à avoir porté ce titre.
Elle était la fille d'Izso Goldarbeiter (né en 1877), un marchand de modes originaire de Szeged en Hongrie et d’Aloisia, née Schimek. Elle a habité à Vienne, au 5 de la Freilagergasse, jusqu’au 27 juillet 1937. À cette date, elle se retira à Preßburg. Sa représentation la plus connue est due au peintre Carry Hauser (en).
En 2005, sa vie a été portée à l'écran par Péter Forgács sous le titre Miss Universe 1929 - Lisl Goldarbeiter. A Queen in Wien.

## Sources
- (de) Cet article est partiellement ou en totalité issu de l’article de Wikipédia en allemand intitulé « Lisl Goldarbeiter » (voir la liste des auteurs).
- Archives de la ville et du Land de Vienne
- Paroisse évangélique A.B.Wien - Registres
- Archives de l'État autrichien - Miss Universe 1929, Miss Austria Liesl Goldarbeiter - Signatur BR-11345)